# لوك شورت
لوك شورت (بالإنجليزية: Luke Short)‏ هو راعي البقر أمريكي، ولد في 1854 في مسيسيبي في الولايات المتحدة، وتوفي في 8 سبتمبر 1893 في غيودا سبرينغز في الولايات المتحدة بسبب استسقاء.